# けち火

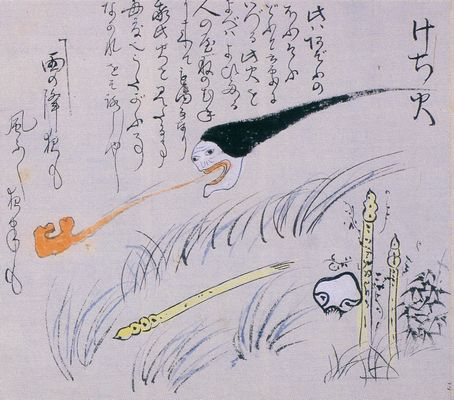
作者不詳 『土佐お化け草紙』に描かれた「けち火」

けち火（けちび）は、高知県や新潟県佐渡市に伝わる怪火。

## 概要
人間の怨霊が火の玉と化したものとされ、草履を3度叩くか、草履に唾をつけて招くことで招きよせることができるという。火の中には人の顔が浮かんでいるともいう。
海上に現れるともいい、そのことから船幽霊の一種ともいわれる。奈良県に伝わる怪火・じゃんじゃん火と同一視されることもある。
民話研究家・市原麟一郎の著書によれば、大きく二つに大別され、人が死んだ瞬間にその肉体から発生したものと、眠っている人間から発生するものとがあるとされる。
後者の事例としては、明治初期の高知県香美郡（現・香美市）の以下のような民話がある。芳やんという男が夜道を歩いていると、物部川のそばで道端にけち火が転がっていた。近づくところころと転がりだすので、好奇心から追いかけたところ、けち火も逃げ出し、その内に人家に入り込んだ。その家では、うなされながら寝ていた男が目を覚まし、妻に「芳やんが追いかけて来るので必死に逃げて来た」と語ったという。
また同じく明治時代の高岡郡の民話では、斎藤熊兄という度胸のある男がけち火を目撃し、「ここまで飛んで来い」と怒鳴ったところ目の前に飛来して来た。斎藤はけち火を生け捕りにしようとするが、手でつかんだり足で踏みつけようとするたびにけち火は消え、また現れを繰り返した。ようやく両手でつかみ取って家へ持ち帰ったが、家で手を開くと、いつの間にかけち火は消えていた。翌日から熊兄は原因不明の熱病にかかり、そのまま死んでしまったという。
江戸時代の土佐国（現・高知県）の妖怪絵巻『土佐お化け草紙』（作者不詳）では、鬼火と書いて「けちび」とふりがながふられている。
佐渡の外海府村では、人魂のことを「ケチ」と呼んでいた。佐渡の郷土研究者である青柳秀雄の著書『佐渡海府方言集』によれば、ケチは人魂のこととある。